# Gnathostenetroides pugio
Gnathostenetroides pugio är en kräftdjursart som beskrevs av Hooker 1985. Gnathostenetroides pugio ingår i släktet Gnathostenetroides och familjen Gnathostenetroidae. Inga underarter finns listade i Catalogue of Life.